# Volcán Domuyo
Volcán Domuyo är en kon i Argentina.   Den ligger i provinsen Neuquén, i den sydvästra delen av landet, 1 100 km väster om huvudstaden Buenos Aires. Toppen på Volcán Domuyo är 4 693 meter över havet.
Terrängen runt Volcán Domuyo är huvudsakligen bergig. Volcán Domuyo är den högsta punkten i trakten. Runt Volcán Domuyo är det mycket glesbefolkat, med 3 invånare per kvadratkilometer.. Det finns inga samhällen i närheten.
Trakten runt Volcán Domuyo består i huvudsak av gräsmarker.